# Tsutomu Kawasaki
Pour les articles homonymes, voir Kawasaki.
Tsutomu Kawasaki (川崎 努, Kawasaki Tsutomu), né le 13 juin 1969 dans la préfecture d'Ibaraki, est un patineur de vitesse sur piste courte japonais.
Il est le porte-drapeau de la délégation japonaise aux Jeux olympiques d'hiver de 1992 lors de la cérémonie d'ouverture à Albertville.

## Palmarès
- Médaillé de bronze en relais sur 5 000 m aux Jeux olympiques d'hiver de 1992 à Albertville